# Parvin Darabi
Dr. Parvin Darabi sinh năm 1941 ở Tehran là nhà văn, nhà hoạt động nữ quyền nổi tiếng thế giới người Mỹ gốc Iran.

## Tiểu sử
Parvin Darabi học ở California State University, Northridge (Đại học bang California tại Northridge), Đại học Nam California, Đại học Pepperdine và California Coast University (Đại học Duyên hải California ở Santa Ana, California). Từ năm 1985 tới năm 1990 bà làm chủ và điều hành công ty Company PT Enterprises, ở Mountain View, California - một công ty phát triển máy dò radar nhạy cảm nhất hiện nay đặt trên các tàu hải quân Đức hoạt động trong khối NATO. Parvin đã từng làm kỹ sư điện tử, nhà quản lý chương trình, chủ tịch công ty và cố vấn khoa học kỹ thuật cho tới năm 1994.
Người chị của bà, Homa Darabi, đã tự thiêu năm 1994 ở một quảng trường công cộng tại Tehran để phản đối chính phủ Iran. Từ đó, Parvin trở thành một nhà hoạt động chính trị, viết quyển Rage Against the Veil và trong nhiều dịp đã thẳng thừng chỉ trích chính phủ Iran và Hồi giáo nói chung.
Cùng với Lydia Sparksworthy, Parvin đã viết quyển "Women of Truckee Making History" trong đó mô tả theo thứ tự niên đại cuộc sống của 30 phụ nữ có thế lực ở Truckee, California.

### Quan điểm về phái Hồi giáo Shia
Parvin từng nói rằng có rất nhiều luật trong Hồi giáo Shi'a có thể khiến cho bất kỳ người có giáo dục nào cũng hoàn toàn ghê tởm, một trong số luật đó là hôn nhân tạm thời mà bà cho là "việc mại dâm trừng phạt theo tôn giáo" (religiously sanctioned prostitution). Parvin nói rằng cái duy nhất mà Cộng hòa Hồi giáo Iran đem lại là sự nghèo khó và khốn khổ.

## Tác phẩm
- Rage Against the Veil
- Women of Truckee Making History